# 简正模
简正模（英語：Normal mode）是一个振荡系统中所有部分都以相同的频率以正弦函数形式运动的模式。由简正模描述的自由运动发生在固定的频率上。一个系统的简正模对应的振动频率被称为其固有频率或共振频率。任何物体，如建筑物、桥梁或分子，都具有一组简正模及对应的固有频率，取决于其结构，材料和边界条件。
一个系统一般的运动可以写成其简正模的叠加。之所以简正模被称作“简正的（normal）”，是因为它们可以独立运动，即给物体施加一种模的激发，永远不会导致物体以另一个模运动。简正模彼此正交。

## 參閲
- 聲波成像學（英语：Cymatics）